# Élection présidentielle salvadorienne de 2024
L'élection présidentielle salvadorienne de 2024 se tient le 4 février 2024 afin d'élire le président et le vice-président de la république du Salvador. Le premier tour de l'élection a lieu en même temps que les élections législatives, tandis que les élections municipales sont organisées le 3 mars, date d'un éventuel second tour.
Le président sortant Nayib Bukele est candidat à sa réélection, la Cour suprême ayant auparavant jugée constitutionnelle une telle candidature malgré l'interdiction d'effectuer deux mandats consécutifs, à condition que le président sortant cède temporairement ses fonctions avant le scrutin, ce qu'il fait le 30 novembre 2023 au profit de Claudia Rodríguez de Guevara. Bukele bénéficie alors d'une immense popularité en raison de sa politique de lutte contre les gangs. Le non-respect par la Cour suprême des principes de l'État de droit ainsi que la décision de Bukele de se représenter lui valent cependant des accusations de dérive autoritaire.
Nayib Bukele l'emporte dès le premier tour avec plus de 84 % des voix. Il entame son second mandat de six ans le 2 juin 2024.

## Contexte

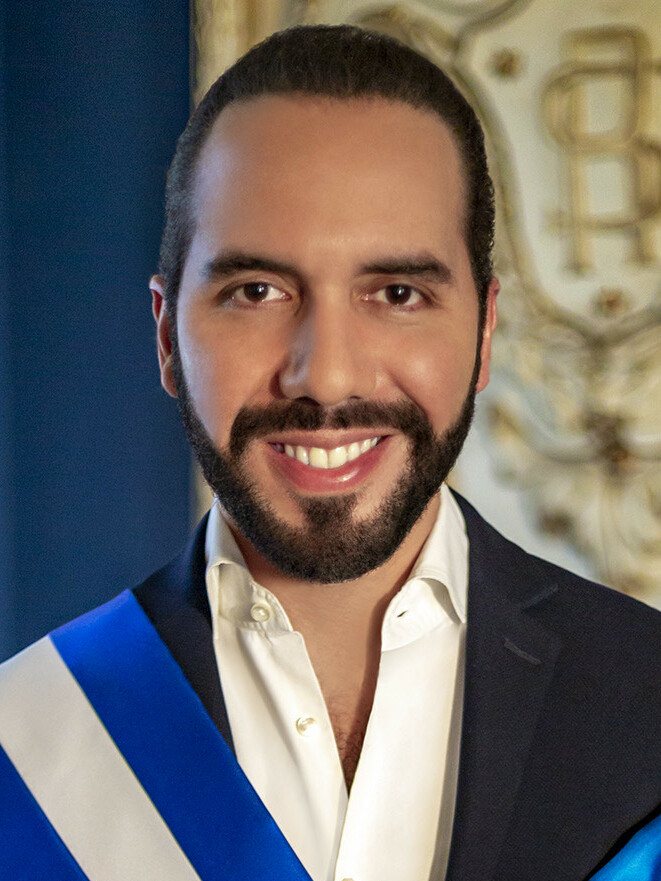
Le président Nayib Bukele.

Nayib Bukele est à la tête du Salvador depuis sa large victoire à l'élection présidentielle de février 2019. Candidat antisystème alors âgé de 37 ans, il l'emporte dès le premier tour avec 53 % des suffrages en faisant campagne sur la lutte contre la pauvreté, mais aussi surtout contre la criminalité que connaît alors le pays, notamment du fait des gangs locaux, les « Maras ». Qualifié d'« enfant terrible » de la classe politique, il est particulièrement populaire chez les jeunes, mais doit cependant composer avec un parlement dominé par le parti de droite ARENA, étant lui-même élu sous l'étiquette de la Grande alliance pour l'unité nationale. Les premières années de sa présidence le placent ainsi en situation de cohabitation politique avec une assemblée hostile à ses projets de loi,.
Populaire du fait de sa bonne gestion de la pandémie de Covid-19 — dans un contexte d'inquiétude de la population quant à ses retombées économiques —, il met en œuvre une politique sécuritaire extrêmement dure à l'encontre des criminels et des gangs. Celle-ci conduit à une réduction importante du taux d'homicides qui lui permet d’atteindre un niveau record de popularité, mais place son gouvernement en rupture avec les principes de l'État de droit, ce qui lui vaut de vives critiques chez l'opposition salvadorienne comme à l'étranger, sa présidence étant alors accusée d'effectuer un tournant autoritaire,. Ce dernier l'amène ainsi à faire irruption à l'Assemblée législative le 9 février 2020 accompagné de militaires et de policiers lourdement armés, afin de faire pression sur les députés pour qu'ils votent un emprunt de 109 millions de dollars visant à financer son plan de lutte contre les « Maras », une action qui lui vaut de vives critiques et des accusations de tentative d'auto-coup d'État.  

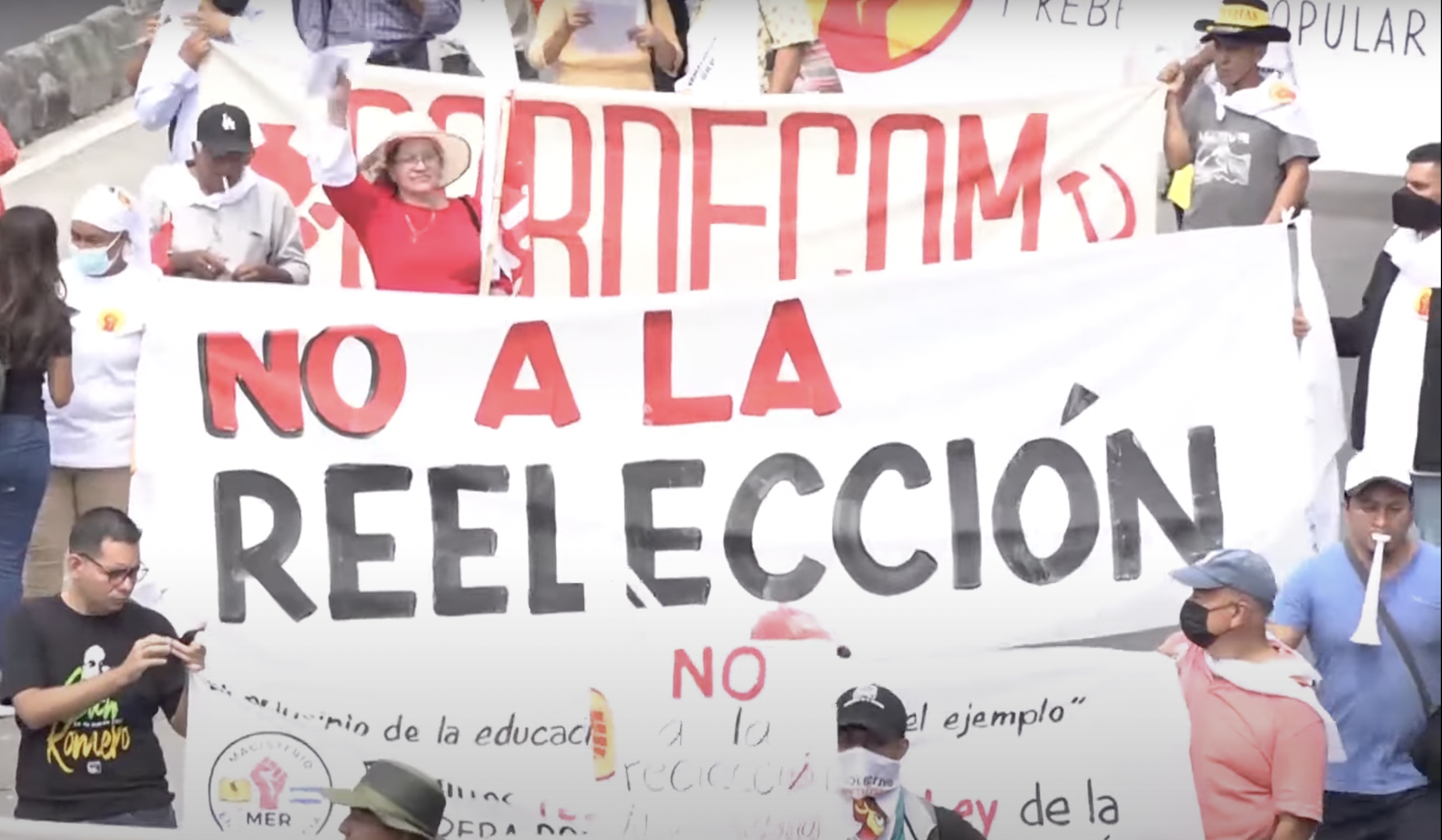
Opposants à la réélection de Bukele menifestant le 1 mai 2023

La politique de Bukele lui vaut néanmoins une popularité record malgré ces accusations d'autoritarisme. Après avoir fondé son propre parti présidentiel, Nouvelles Idées, les élections législatives organisées en février 2021 lui permettent d'obtenir finalement une confortable majorité pour mettre en œuvre sa politique. Les élections donnent en effet lieu à une large victoire de Nouvelles Idées, qui réunit la majorité absolue des suffrages et plus de deux tiers des sièges. Cette majorité des deux tiers permet non seulement à sa formation de choisir seule les plus hauts fonctionnaires du gouvernement tels que le Procureur général, mais aussi cinq des quinze membres de la Cour suprême dont le mandat de neuf ans doit prendre fin au cours de la prochaine mandature,. Les élections révèlent un profond désaveu de la population envers le système de quasi bipartisme qui voyait l'Assemblée législative dominée depuis la fin de la guerre civile en 1992 par l'Alliance républicaine nationaliste et le Front Farabundo Martí de libération nationale, qui perdent respectivement deux tiers et la quasi-totalité de leur représentation parlementaire,.

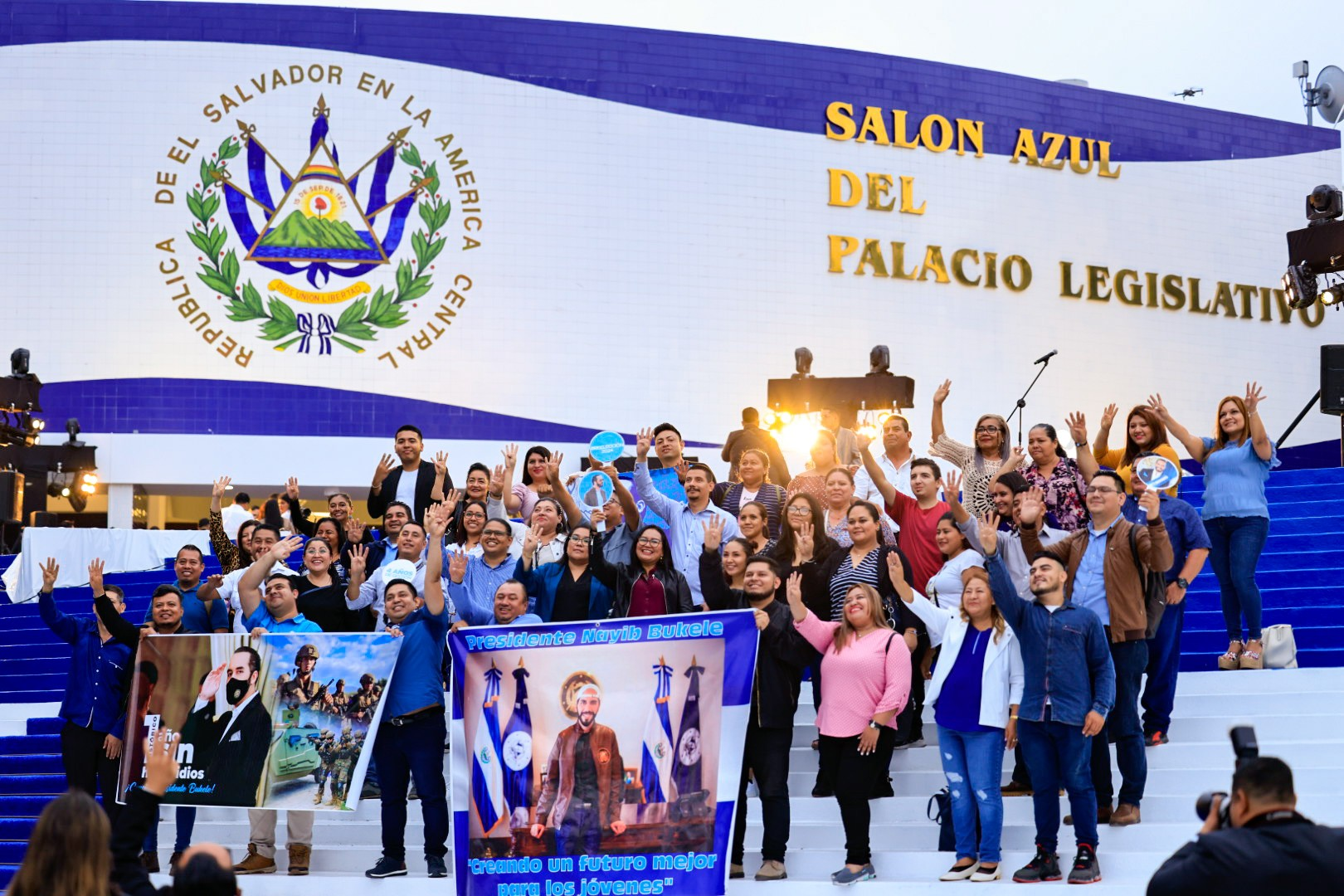
Soutiens de la réélection de Bukele devant l'assemblée le 1 juin 2023

Le jour même du début de leur mandat le 1er mai 2021, les nouveaux députés élisent à la majorité qualifiée le Procureur général ainsi que les cinq juges de la Cour suprême qui composent ensemble la Cour constitutionnelle. Nayib Bukele qualifie alors ce renouvellement de « nettoyage de la maison », envers une institution qui avait jugé à plusieurs reprises l'année passée que ses décrets présidentiels outrepassaient le cadre constitutionnel de ses pouvoirs, de même que son absence de prise en compte de plusieurs décisions législatives ou judiciaires. Le procureur général sortant avait par ailleurs ouvert plusieurs enquêtes pour corruption envers des ministres de son gouvernement.
Sept mois plus tard, la Cour suprême de justice juge légale la candidature d'un président à sa réélection immédiate, malgré son interdiction par la Constitution de 1983, réaffirmée par un jugement en 2014 confirmant l'obligation pour un président d'attendre au minimum la durée de deux mandats présidentiels avant de se représenter. En septembre 2021, la cour juge cependant légale cette pratique dans le cas où le président cèderait auparavant ses fonctions à son vice-président avant la tenue du scrutin. La décision est vivement critiquée par l'opposition, qui la qualifie d'inconstitutionnelle. Cette nouvelle jurisprudence permet à Nayib Bukele d'annoncer le 26 octobre 2023 être candidat à sa réélection avec son vice-président, Félix Ulloa. Il obtient le 30 novembre par une décision de l'Assemblée nationale — votée par 67 voix pour et 11 contre — de confier temporairement ses pouvoirs à Claudia Rodríguez de Guevara, qui devient ainsi présidente par intérim le lendemain sans que Bukele ne démissionne lui -même.
La politique très répressive envers le crime organisé voit le taux d'homicide au Salvador passer de 51 pour 100 000 en 2018, avant son arrivée au pouvoir, à 2,5 pour 100 000 en 2023, ce qui vaut à Bukele une popularité record de 92 % d'opinions favorables cette année-là. S'il souffre d'une mauvaise image à l'international,,, Bukele demeure le président le plus populaire de l'histoire du Salvador avec un taux de popularité qui se maintient généralement autour de 90 % d'opinions positives dans la population salvadorienne,.

## Mode de scrutin
Le président du Salvador est élu au scrutin uninominal majoritaire à deux tours pour un mandat de cinq ans. Si aucun candidat ne l'emporte au premier tour, un second est organisé dans les trente jours entre les deux candidats arrivés en tête. Celui réunissant le plus de suffrages est alors déclaré élu. 
Les candidats à la présidence et à la vice-présidence se présentent sur un ticket commun. Tous doivent obligatoirement être salvadoriens de naissance, âgés d'au moins trente ans et être membres d'un parti politique.

## Candidatures
Six candidats sont en lice pour la présidence, avec leurs colistiers pour la vice-présidence :
- Nayib Bukele, du parti Nouvelles Idées (NI), avec pour colistier Félix Ulloa[22],[23],[24].

- Manuel Flores, du Front Farabundo Martí de libération nationale (FMLN), avec pour colistier Werner Marroquín[25]

- Luis Parada, de Notre temps (NT), avec pour colistière Celia Medrano[26]

- Joel Sánchez, de l'Alliance républicaine nationaliste (ARENA), avec pour colistière Hilcia Bonilla[27]

- Javier Renderos, du parti Force de solidarité (FS), avec pour colistier Rafael Montalvo[28]

- Marina Murillo, du parti Fraternité Patriotique Salvadorienne (FPS), avec pour colistier Fausto Carranza[29]

## Résultats
|                          | Nayib Bukele Félix Ulloa        | NI                       | 2 701 725 | 84,65 |  |  |
|                          | Manuel Flores Werner Marroquín  | FMLN                     | 204 167   | 6,40  |  |  |
|                          | Joel Sánchez Hilcia Bonilla     | ARENA                    | 177 881   | 5,57  |  |  |
|                          | Luis Parada Celia Medrano       | NT                       | 65 076    | 2,04  |  |  |
|                          | Javier Renderos Rafael Montalvo | FS                       | 23 473    | 0,74  |  |  |
|                          | Marina Murillo Fausto Carranza  | FPS                      | 19 293    | 0,60  |  |  |
|                          |                                 |                          |           |       |  |  |
| Votes valides            | Votes valides                   | Votes valides            | 3 191 615 | 97,65 |  |  |
| Votes nuls               | Votes nuls                      | Votes nuls               | 61 787    | 1,89  |  |  |
| Votes blancs             | Votes blancs                    | Votes blancs             | 15 064    | 0,46  |  |  |
| Total                    | Total                           | Total                    | 3 268 466 | 100   |  |  |
| Abstention               | Abstention                      | Abstention               | 2 945 933 | 47,40 |  |  |
| Inscrits / participation | Inscrits / participation        | Inscrits / participation | 6 214 399 | 52,60 |  |  |

## Conséquences
Le scrutin est un « raz de marée électoral » pour le président Nayib Bukele, qui est réélu dès le premier tour avec près de 85 % des suffrages, tandis que son parti, Nouvelles Idées remporte les élections législatives avec une avance similaire, remportant la quasi totalité des sièges à l'Assemblée législative,,,.
Bukele prête serment le 2 juin pour un second mandat. A cette occasion, il déclare qu'après un premier mandat focalisé sur la guerre contre les gangs, le second sera quant à lui consacré à l'amélioration de l'économie salvadorienne.